# Mezosaur
Mezosaur (Mesosaurus) je izumrli monotipski rod životinja, jako izdužene glave i čeljusti pune oštrih zuba različita oblika i veličine. Nalikovao je krokodilu, ali zubi su mu bili pretanki da bi njima zgrabio žrtvu, vjerojatnije je da su mu služili za filtriranje planktona iz vode. 
Njemački znanstvenik Alfred Wegner uočio je da ostaci mezosaura, slatkovodnog gmaza, pronađeni samo u stijenama Južne Afrike i Brazila, mogu potvrditi njegovu teoriju o pomicanju kontinenata. Kako slatkovodna životinja nije mogla preplivati ocean, jedino objašnjenje nalaženja ostataka na dva kontinenta je nekadašnja kopnena veza među njima. 
Mezosaur je nazvan prema rijeci Meuse, pokraj koje je pronađen prvi dokaz njegova postojanja.   

## U popularnoj kulturi
U igranom filmu Jurski svijet iz 2015. godine mezosaur je jedna od atrakcija tematskog parka. Djelatnici parka postave mu pred gledateljima na udicu veliku bijelu psinu, a on iskoči iz vode i proždere ju u jednom zalogaju. Kasnije naglo iskače iz vode i proždire letećeg pterosaura zajedno s čovjekom kojeg pterosaur drži u kandžama. Na kraju odnosi pod vodu i dokrajčuje Indominus rexa, ubojitog mješanca stvorenog genetskim inženjeringom.